# Marcelo Djian
Pour les articles homonymes, voir Djian.
Marcelo Djian, de son vrai nom Marcelo Kiremitdjian, est un footballeur international brésilien d'origine armenienne, né le 6 novembre 1966 à São Paulo (Brésil). Il jouait au poste de défenseur central, principalement avec le SC Corinthians et l’Olympique lyonnais. Marcelo a été le premier d’une série d’internationaux brésiliens qui ont joué, où jouent actuellement, avec l’Olympique lyonnais. Il fut l'un des grands artisans de l'ascension lyonnaise dans les années 90. En sélection il a notamment évolué aux côtés de grands joueurs tels que Romário et Bebeto.

## Début au Brésil au SC Corinthians
Marcelo fait ses premiers pas de footballeur dans les rues de São Paulo. Grand supporter de Corinthians, il intègre son centre de formation ou il y passera 14 ans. En 1987, au vu de ses bonnes performances avec l'équipe réserve, il signe professionnel et gagne très rapidement sa place de titulaire. L'année suivante en 1988 il remporte le titre de champion d'État de São Paulo appelé également campeonato Paulista au Brésil. En 1990 il décroche le titre de Champion du Brésil et sur un plan de vue individuel il remportera le Ballon d'argent, récompense, qui désigne les meilleurs joueurs du championnat du Brésil de par poste. En 1991 il accroche à son palmarès la supercoupe de Brésil. Lors de la saison 1992/1993, Bernard Lacombe s'intéresse de très près à lui et alors qu'il vient de disputer 14 matchs de championnat, il joue sa dernière rencontre face São Paulo où il sera désigné homme du match. Clairement convaincu du joueur, Lacombe rencontrera Marcelo le lundi suivant et le fera venir à Lyon deux jours plus tard. Il aura joué 342 matchs pour 4 buts avec Corinthians.

## Olympique lyonnais
En 1993/1994 il rejoint donc l'Olympique lyonnais alors entrainé par Jean Tigana. Le club des gones compte dans ses effectifs des joueurs comme Pascal Olmeta, Bruno N'Gotty, Florent Laville, Sylvain Deplace, Franck Gava, Abedi Pelé et le jeune attaquant Florian Maurice. Pour cette première saison il termine à la 8e place en championnat. 
1994/1995, sera l'année de sa confirmation et de celle de l'Olympique lyonnais. Mené par un grand Franck Gava et par la nouvelle idole des Lyonnais Florian Maurice, l'OL termine vice champion de France derrière le  FC Nantes.
Pour la saison 1995/1996 Guy Stéphan devient le nouvel entraineur de l'équipe. Cette troisième année sera faite de haut et de bas pour Lyon qui finira l'année à la 11e place du championnat de France. Les Lyonnais sauveront leurs saison grâce aux coupes notamment sur un exploit en coupe d'Europe face à la Lazio Rome, considérée à l'époque comme l'une des meilleures Européen. Lyon s'imposera à deux reprises sur un score de 2-1 à Gerland (Buts de Devaux et Deplace) et de 2-0 à Rome (Buts de Maurice et Assadourian). Ils atteindront également la finale de Coupe de la Ligue face au FC Metz de Robert Pirès, mais les Lyonnais seront battus lors de la séance aux tirs au but ou il verra sa frappe détournée par le gardien ainsi que celle de Stéphane Roche. En plus de la confirmation de l'attaquant star Florian Maurice et de la révélation Ludovic Giuly, Marcelo deviendra l'un des chouchous du public en raison de ses très bonnes performances.
Saison 1996/1997 voit Guy Stéphan se faire remplacer par Bernard Lacombe au poste d'entraineur. Cette année sera la dernière de Marcelo sous les couleurs Lyonnaise. Titulaire indiscutable, il partagera le brassard de capitaine avec Franck Gava et Sylvain Deplace. Il fera ses adieux au public Lyonnais lors de la dernière journée de championnat face à l'Olympique de Marseille où l'OL s'imposera sur le score de 8-0. remplacé en fin de match, les supporters l'accompagneront sous une standing ovation pour témoigner de l'affection qu'ils lui portent.

## Retour au Brésil
Après son expérience réussie en France, il décide de rentrer au Brésil et s'engage avec le club du Cruzeiro EC. Il y restera trois ans où il deviendra un des cadres de l'équipe remportant au passage un nouveau Ballon d'argent en 1998 et la Coupe du Brésil en 2000. En 2001 il signera avec Atlético Mineiro où il terminera sa carrière.

## En sélection
Il a été appelé 14 fois dans l'équipe du Brésil et deux fois comme titulaire en mai 1989 et en avril 1992.

## Reconversion
Aujourd'hui, il travaille encore pour l'OL en tant que recruteur, c'est lui qui a concrétisé les venues au club d'Edmílson, Caçapa, Cris, Juninho, Cleber Anderson ou encore le buteur Fred.

## Carrière de joueur
- 1987 – 1993 : SC Corinthians ( Brésil)
- 1993 – 1997 : Olympique lyonnais ( France) (108 matchs, 1 but)
- 1998 – 2001 : Cruzeiro EC ( Brésil)
- 2001 : Atlético Mineiro ( Brésil)[1]

## Palmarès

### En club
- Champion de l'État de São Paulo en 1988 avec Corinthians
- Champion du Brésil en 1990 avec les Corinthians
- Vainqueur de la Coupe du Brésil en 2000 avec Cruzeiro
- Vainqueur de la Supercoupe du Brésil en 1991 avec les 
Corinthians
- Vice-champion de France en 1995 avec l'Olympique lyonnais
- Finaliste de la Coupe de la Ligue en 1996 avec l'Olympique lyonnais

### EnÉquipe du Brésil
- 2 sélections entre 1989 et 1992

### Distinctions individuelles
- Ballon d'argent en 1990 et en 1998

## Source
- Marc Barreaud, Dictionnaire des footballeurs étrangers du championnat professionnel français (1932-1997), l'Harmattan, 1997, cf. page 115.